# Mondragon (Vaucluse)
Mondragon is een gemeente in het Franse departement Vaucluse (regio Provence-Alpes-Côte d'Azur) en telt 3363 inwoners (1999). De plaats maakt sinds 1 januari 2017 deel uit van het arrondissement Carpentras.
In het uiterste noordwesten van de gemeente bevindt zich de Pont du Saint-Esprit, een middeleeuwse Rhônebrug.

## Geografie
De oppervlakte van Mondragon bedraagt 40,5 km², de bevolkingsdichtheid is 83,0 inwoners per km².
De onderstaande kaart toont de ligging van Mondragon (Vaucluse) met de belangrijkste infrastructuur en aangrenzende gemeenten.

## Demografie
Onderstaande figuur toont het verloop van het inwonertal (bron: INSEE-tellingen).